# Anneliese Maier
Pour les articles homonymes, voir Maier.
Anneliese Maier (17 novembre 1905 à Tübingen, Allemagne - 2 décembre 1971 à Rome, Italie) est une historienne des sciences allemande, particulièrement connue pour ses travaux de recherche sur la philosophie naturelle au Moyen-Âge.

## Biographie
Anneliese Maier est la fille du philosophe Heinrich Maier (1876-1933). Elle a étudié les sciences naturelles et la philosophie de 1923 à 1926 dans les universités de Berlin et de Zurich. En 1930, elle a terminé sa thèse sur Emmanuel Kant intitulée Kants Qualitätskategorien. Elle a ensuite travaillé pour l'Académie royale des sciences de Prusse. En 1936, elle s'installe à Rome. Là, elle a travaillé jusqu'en 1945 à la Bibliothèque apostolique vaticane sur la philosophie de la nature.

## Prix et distinctions
En 1951, Maier devient professeure honoraire. Elle est devenue membre de l'Académie des sciences de Mayence en (1949), celle de Göttingen (en 1962) et celle de Munich (en 1966). Elle est également membre de l'Académie internationale d’histoire des sciences et de la Medieval Academy of America (1970).
En 1966, elle a reçu la médaille George Sarton pour ses études approfondies sur l'histoire de la philosophie naturelle au Moyen Âge. La Fondation Alexander-von-Humboldt a nommé une bourse de recherche, le prix de recherche Anneliese Maier (de), qui est un « prix de la collaboration destiné à promouvoir l'internationalisation des sciences humaines et sociales en Allemagne ».

## Publications (sélection)
- (en) On the Threshold of Exact Science: Selected Writings of Anneliese Maier on Late Medieval Natural Philosophy, Steven D. Sargent, éd. et trad. (Philadelphia: University of Pennsylvania Press, 1982).
- (de) Kants Qualitätskategorien, 1930.
- (de) Die Mechanisierung des Weltbildes im 17. Jahrhundert, 1938.
- (de) Studien zur Naturphilosophie der Spätscholastik, 5 volumes, 1949-1958.
  - Die Vorläufer Galileis im 14. Jahrhundert (1949)
  - Zwei Grundprobleme der scholastischen Naturphilosophie (1951)
  - An der Grenze von Scholastik und Naturwissenschaft (1952)
  - Metaphysische Hintergründe der spätscholastischen Naturphilosophie (1955)
  - Zwischen Philosophie und Mechanik. Studien zur Naturphilosophie der Spätscholastik (1958)
- (de) Ausgehendes Mittelalter: Gesammelte Aufsätze zur Geistesgeschichte des 14. Jahrhunderts, 3 volumes, 1964-1977.